# 24 ur Le Mansa 1963
24 ur Le Mansa 1963 je bila enaintrideseta vzdržljivostna dirka 24 ur Le Mansa. Potekala je 15. in 16. junija 1963.

## Rezultati

### Uvrščeni
| Poz | Razred  | Št | Moštvo                            | Dirkači                                | Šasija                    | Motor                   | Krogi |
| --- | ------- | -- | --------------------------------- | -------------------------------------- | ------------------------- | ----------------------- | ----- |
| 1   | P 3.0   | 21 | SpA Ferrari SEFAC                 | Lorenzo Bandini Ludovico Scarfiotti    | Ferrari 250P              | Ferrari 3.0L V12        | 339   |
| 2   | GT 3.0  | 24 | Equipe Nationale Belge            | Jean Blaton Gerhard Langlois van Ophem | Ferrari 250 GTO           | Ferrari 3.0L V12        | 323   |
| 3   | P 3.0   | 22 | SpA Ferrari SEFAC                 | Mike Parkes Umberto Maglioli           | Ferrari 250P              | Ferrari 3.0L V12        | 323   |
| 4   | GT 3.0  | 25 | Ecurie Francorchamps              | Pierre Dumay Leon Dernier              | Ferrari 250 GTO           | Ferrari 3.0L V12        | 322   |
| 5   | P +3.0  | 12 | Maranello Concessionaires Ltd.    | Jack Sears Michael Salmon              | Ferrari 330 LMB           | Ferrari 4.0L V12        | 314   |
| 6   | GT 3.0  | 26 | North American Racing Team (NART) | Masten Gregory David Piper             | Ferrari 250 GTO LMB       | Ferrari 3.0L V12        | 312   |
| 7   | GT +3.0 | 3  | AC Cars Ltd. / W. Hurdock         | Peter Bolton Ninian Sanderson          | AC Cobra Coupe            | Ford 4.7L V8            | 310   |
| 8   | P 3.0   | 28 | Porsche System Engineering        | Herbert Linge Edgar Barth              | Porsche 718/8 WRS Spyder  | Porsche 2.0L Flat-8     | 300   |
| 9   | GT +3.0 | 15 | Briggs S. Cunningham              | Briggs S. Cunningham Bob Grossman      | Jaguar E-Type Lightweight | Jaguar 3.8L I6          | 283   |
| 10  | GT 1.3  | 39 | Team Elite                        | John Wagstaff Pat Ferguson             | Lotus Elite Mk14          | Coventry Climax 1.2L I4 | 270   |
| 11  | P 3.0   | 53 | Automobiles René Bonnet           | Jean-Pierre Beltoise Claude Bobrowski  | René Bonnet Aérodjet LM6  | Renault-Gordini 1.1L I4 | 269   |
| 12  | GT 2.0  | 31 | Alan Hutcherson                   | Alan Hutcherson Paddy Hopkirk          | MG B Hardtop              | MG 1.8L I4              | 264   |

### Neuvrščeni
| Poz | Razred | Št | Moštvo                   | Dirkači                      | Šasija               | Motor                   | Krogi |
| --- | ------ | -- | ------------------------ | ---------------------------- | -------------------- | ----------------------- | ----- |
| 13  | -      | 00 | Owen Racing Organisation | Graham Hill Richie Ginther   | Rover-BRM            | Rover 2.0L Turbine      | 310   |
| 14  | P 3.0  | 41 | Automobiles René Bonnet  | Bruno Basini Robert Bouharde | René Bonnet Aérodjet | Renault-Gordini 1.1L I4 | 211   |

### Odstopi
| Poz | Razred  | Št | Moštvo                             | Dirkači                              | Šasija                     | Motor                          | Krogi |
| --- | ------- | -- | ---------------------------------- | ------------------------------------ | -------------------------- | ------------------------------ | ----- |
| 15  | P 3.0   | 23 | SpA Ferrari SEFAC                  | John Surtees Willy Mairesse          | Ferrari 250P               | Ferrari 3.0L V12               | 252   |
| 16  | P 3.0   | 50 | Société des Automobiles Alpine     | Bernard Boyer Guy Verrier            | Alpine M63                 | Renault-Gordini 1.0L I4        | 227   |
| 17  | GT 1.6  | 32 | Sunbeam Talbot                     | Jack Lewis Keith Ballisat            | Sunbeam Alpine             | Sunbeam 1.6L I4                | 200   |
| 18  | GT 1.3  | 38 | Team Elite                         | Frank Gardner John Coundley          | Lotus Elite Mk14           | Coventry Climax 1.2L I4        | 167   |
| 19  | GT 1.6  | 34 | Scuderia St. Ambroeus              | Giancarlo Sala Romolo Rossi          | Alfa Romeo Giulietta SZ    | Alfa Romeo 1.6L I4             | 165   |
| 20  | P +3.0  | 6  | Lola Cars Ltd.                     | Richard Attwood David Hobbs          | Lola Mk6 GT                | Ford 4.6L V8                   | 151   |
| 21  | P +3.0  | 7  | David Brown / Aston Martin Lagonda | William Kimberley Jo Schlesser       | Aston Martin DP214         | Aston Martin 3.7L I6           | 139   |
| 22  | P +3.0  | 11 | North American Racing Team (NART)  | Dan Gurney Jim Hall                  | Ferrari 330 LMB            | Ferrari 4.0L V12               | 126   |
| 23  | GT +3.0 | 4  | Ed Hugus                           | Ed Hugus Peter Jopp                  | AC Cobra Coupe             | Ford 4.7L V8                   | 127   |
| 24  | GT 2.0  | 30 | Porsche System Engineering         | Heinz Schiller Ben Pon               | Porsche 356B 2000GS GT     | Porsche 2.0L Flat-4            | 115   |
| 25  | P +3.0  | 10 | North American Racing Team (NART)  | Pedro Rodríguez Roger Penske         | Ferrari 330 TRI/LM         | Ferrari 4.0L V12               | 113   |
| 26  | P 3.0   | 44 | Lawrence Tune Engineering          | Chris Lawrence Chris Spender         | Deep Sanderson 301         | BMC 1.0L I4                    | 110   |
| 27  | P 3.0   | 27 | Porsche System Engineering         | Jo Bonnier Tony Maggs                | Porsche 718/8 GTR Coupe    | Porsche 2.0L Flat-8            | 109   |
| 28  | GT 3.0  | 20 | SpA Ferrari SEFAC                  | Fernand Tavano Carlo Maria Abate     | Ferrari 250 GTO            | Ferrari 3.0L V12               | 105   |
| 29  | P 3.0   | 58 | Jean-Georges Branche               | Jean-Georges Branche Claude Dubois   | Fiat-Abarth 850TC          | Fiat 0.8L I4                   | 96    |
| 30  | P 3.0   | 42 | Donald Healey Motor Company        | Sir John Whitmore Bob Olthoff        | Austin-Healey Sprite 1100  | BMC 1.1L I4                    | 94    |
| 31  | GT 2.0  | 29 | Porsche System Engineering         | Gerhard Koch Carel Godin de Beaufort | Porsche 356B 2000GS GT     | Porsche 2.0L Flat-4            | 94    |
| 32  | GT 1.6  | 33 | Sunbeam Talbot                     | Peter Harper Peter Procter           | Sunbeam Alpine             | Sunbeam 1.6L I4                | 93    |
| 33  | P +3.0  | 9  | Pierre Noblet                      | Pierre Noblet Jean Guichet           | Ferrari 330 LMB            | Ferrari 4.0L V12               | 75    |
| 34  | GT 1.6  | 35 | Scuderia St. Ambroeus              | Giampiero Biscaldi Sergio Pedretti   | Alfa Romeo Giulietta SZ    | Alfa Romeo 1.6L I4             | 70    |
| 35  | GT +3.0 | 19 | Jean Kerguen                       | Jean Kerguen Jacques Dewes           | Aston Martin DB4 GT Zagato | Aston Martin 3.8L I6           | 69    |
| 36  | P 3.0   | 49 | Société des Automobiles Alpine     | René Richard Piero Frescobaldi       | Alpine M63                 | Renault-Gordini 1.0L I4        | 63    |
| 37  | GT +3.0 | 8  | David Brown / Aston Martin Lagonda | Innes Ireland Bruce McLaren          | Aston Martin DP214         | Aston Martin 3.8L I6           | 59    |
| 38  | P 3.0   | 48 | Société des Automobiles Alpine     | José Rosinski Christian Heins        | Alpine M63                 | Renault-Gordini 1.0L I4        | 50    |
| 39  | P 3.0   | 52 | Urbain Fabre                       | Jean-Pierre Manzon Jean Rolland      | René Bonnet Aérodjet LM6   | Renault-Gordini 1.0L I4        | 47    |
| 40  | P +3.0  | 2  | Maserati France / Johnny Simone    | André Simon Lloyd Casner             | Maserati Tipo 151/3        | Maserati 4.9L V8               | 40    |
| 41  | GT +3.0 | 16 | Briggs S. Cunningham               | Paul Richards Roy Salvadori          | Jaguar E-Type Lightweight  | Jaguar 3.8L I6                 | 40    |
| 42  | P +3.0  | 17 | Peter J. Sargent                   | Peter Sargent Peter Lumsden          | Lister Coupe               | Jaguar 3.8L I6                 | 29    |
| 43  | P +3.0  | 18 | David Brown / Aston Martin Lagonda | Phil Hill Lucien Bianchi             | Aston Martin DP215         | Aston Martin 4.0L I6           | 29    |
| 44  | P 3.0   | 54 | Automobiles René Bonnet            | Gérard Leureau Jean Vinatier         | René Bonnet RB5            | Renault 0.7L I4                | 25    |
| 45  | GT +3.0 | 14 | Briggs S. Cunningham               | Walt Hansgen Augie Pabst             | Jaguar E-Type Lightweight  | Jaguar 3.8L I6                 | 8     |
| 46  | GT 1.6  | 36 | Scuderia Filipinetti               | Karl Foitek Armand Schäfer           | Alfa Romeo Giulietta GZ    | Alfa Romeo 1.6L I4             | 7     |
| 47  | P 3.0   | 51 | Automobiles René Bonnet            | Roger Masson Pierre Monneret         | René Bonnet Aérodjet LM6   | Renault-Gordini 1.0L i4        | 4     |
| 48  | P 3.0   | 55 | "Sarayac"                          | Guy Flayac Lucien Barthe             | Fiat-Abarth 1000SP         | Fiat 1.0L I4                   | 3     |
| 49  | P 3.0   | 56 | Auto Union GmbH                    | Alain Bertaut André Guilhaudin       | CD 3                       | DKW-Manztel 0.7L I3 (2-Stroke) | 1     |

### Statistika
- Najboljši štartni položaj - #10 North American Racing Team (NART) - 3:50.09
- Najhitrejši krog - #23 SpA Ferrari SEFAC - 3:53.3
- Razdalja - 4561.71km
- Povprečna hitrost - 190.071km/h

### Dobitniki nagrad
- Index of Performance - #21 SpA Ferrari SEFAC
- Index of Thermal Efficiency - #53 Autombiles René Bonnet
- Special A.C.O. Award - #00 Owen Racing Organisation